# 索加乡
索加乡是中国青海省玉樹州治多縣内的一个乡。根据2008年底的数据索加乡有人口5045人。索加乡是玉树藏族自治州最贫穷的一个乡。

## 行政区划
桥头溪乡下辖以下地区：
当曲牧委会、牙曲牧委会、君曲牧委会和莫曲牧委会。

## 地理
索加乡的地理位置为北纬33°54'，东经93°40'。它位于青海省的西北部，与西藏和新疆接壤。面积约五万平方公里，平均高度为海拔4700米，最高点海拔超过5000米。

### 气候
索加乡属于高原气候，平均气温为0摄氏度，而且干旱。

## 人口
2008年末索加乡共有人口5045人，分1315户。其中1283人及341户生活在贫困线以下。

### 知名人士
藏羚羊卫士杰桑·索南达杰是索加乡人。

## 经济
索加乡的主要经济为游牧畜牧业。

## 宗教
索加乡居民以藏族为主，信奉藏传佛教。

### 寺庙
索加乡有一藏传佛教寺庙,牙曲寺，僧侣只有数人，为治多县贡萨寺的分院。

## 交通
索加乡仅有少数县级公路，大多数道路没有铺设。
青藏铁路通过索加乡，并设有一无人驻守车站日阿尺曲站。
- 青藏铁路：江克栋站、日阿尺曲站、乌丽站

## 教育
索加乡有三座寄宿学校，只有两名正式教师和17名临时工教师，有学生350名左右。

## 卫生
索加乡有一座乡级卫生院。医务人员不足，医疗条件很差。

## 野生动植物
在索加乡有雪豹、猞猁、兔狲、棕熊、狼、藏狐、藏羚羊、盘羊、藏原羚、藏野驴、野牦牛、白唇鹿、喜马拉雅旱獭、高原鼠兔、高原兔等野生哺乳动物，其中猛兽如雪豹和棕熊对当地居民造成一定危害。此外当地有60多种鸟类，如黑颈鹤、斑头雁、赤麻鸭、普通秋沙鸭、藏雪鸡、高山兀鹫、胡兀鹫、大鵟、猎隼、灰背隼、长嘴百灵、棕颈雪雀、白腰雪雀等。
索加乡的野生植物包括雪莲花等以及一些菌类和蕨类植物。